# Acylita
Acylita is een geslacht van vlinders van de familie Uilen (Noctuidae), uit de onderfamilie Hadeninae.

## Soorten
- A. cara Schaus, 1894
- A. distincta D. Jones, 1908
- A. dukinfieldi Schaus, 1894
- A. elongata Schaus, 1906
- A. monosticta D. Jones, 1908
- A. sanguifusa D. Jones, 1908